# Симко, Джон Грейвс
Джон Грейвс Симкоу (англ. John Graves Simcoe; 25 февраля 1752, Коттерсток, Англия — 26 октября 1806, Эксетер, Англия) — офицер британской армии и первый лейтенант-губернатор Верхней Канады (1791—1796). Основатель города Йорк (ныне — Торонто) в Канаде.
Симкоу способствовал внедрению в Канаде таких традиционных британских институтов, как: суд присяжных, общее право и право на недвижимость. Известен также тем, что с его помощью было отменено рабство в Верхней Канаде (1810) — раньше чем во всей Британской империи (1834).

## Ранняя биография
Джон Грейвс Симкоу — единственный сын из четырех детей капитана Британских военно-морских сил Джона Симкоу, выживший в детстве. Его отец-капитан командовал 60-пушечным боевым кораблем HMS Pembroke (на борту которого служил Джеймс Кук).
В 1759 году, после смерти отца от пневмонии, его мать-вдова вернулась в Англию, в Эксетер. Переезд помог Джону в получении образования в Эксетерской гимназии и Итонском колледже. Впоследствии его как первокурсника Оксфордского университета приняли в юридическое заведение Линкольнс-Инн; однако он решился на военную карьеру, чего и желал для него отец.

## Брак и семья
В 1782 Симкоу женился на Элизабет Постуме Гвиллим (Elizabeth Posthuma Gwillim), у них родились пять дочерей до переезда в Канаду. Дочь Кэтрин, единственная родившаяся в Канаде, умерла в детстве в городе Йорк в Верхней Канаде, ее похоронили в Мемориальном парке при Портленд-авеню на площади Виктории.

## Военная служба
В 1770 Симко стал энсином (вторым лейтенантом) 35-го пехотного полка британской армии, который был отправлен в Тринадцать колоний. Когда началась американская война за независимость, он участвовал в осаде Бостона и стал капитаном 40-го пехотного полка. Командуя гренадёрской ротой полка, он участвовал в кампании в Нью-Йорке и Нью-Джерси и Филадельфийской кампании. Был ранен в сражении при Брендивайне 11 сентября 1777 года.
В 1777 году Симко пытался создать полк лоялистов из числа свободных чернокожих бостонцев, но вместо этого ему было предложено командование Королевскими рейнджерами. Рейнджеры Симко отличились в сражении при Крукд-Биллет в мае 1778-го. В течение зимы 1779 года Симко планировал захватить Джорджа Вашингтона, однако от этих планов пришлось отказаться. В том же году сам Симко был захвачен в плен и освобожден в 1781 году. Он участвовал в осаде Йорктауна и командовал в битве у таверны Спенсера. Получив ранение, Симко вернулся в Англию в декабре 1781 года в звании подполковника.
Симко написал книгу о своем опыте работы с рейнджерами, которая была опубликована в 1787 году. До конца жизни командовал 22-м Чеширским пехотным полком.